# Vorderhornbach
Vorderhornbach ist ein Dorf und eine Gemeinde  mit 274 Einwohnern (Stand 1. Jänner 2024) im Bezirk Reutte in Tirol (Österreich).

## Geographie
Der Ort Vorderhornbach liegt auf rund 970 m ü. A. im Lechtal, am Eingang des Hornbachtals, am Schwemmkegel des Hornbachs. Nach Norden steigt das Gemeindegebiet zuerst bewaldet, dann über Almen und alpines Gelände auf über 2300 Meter an. Die Gemeinde hat eine Fläche von 17 Quadratkilometer. Davon werden 6 % landwirtschaftlich genutzt, 67 % sind bewaldet, 10 % sind Almen und 14 % alpin.

### Gemeindegliederung
Die kleine Gemeinde umfasst nur eine Katastralgemeinde und Ortschaft.

Neben dem Dorf Vorderhornbach selbst gehört der Weiler Spiesemühl zur Gemeinde.

### Nachbargemeinden
|                | Weißenbach am Lech                          |          |
|                | Kompassrose, die auf Nachbargemeinden zeigt | Stanzach |
| Hinterhornbach | Elmen                                       |          |

## Geschichte
1218 wurde der Ort erstmals urkundlich erwähnt. Das Gebiet war ursprünglich im Besitz der Herren von Rettenberg. Im Jahr 1333 verkaufte Heinrich seinen Besitz an das Stift Füssen. Aus der Gerichtsordnung von 1461 ist ersichtlich, dass das durch Rodung gewonnene Land den Beteiligten als erbliches Lehen übergeben worden war.
Im frühen 16. Jahrhundert wurde eine dem hl. Johannes geweihte Kapelle errichtet. Vorderhornbach war von alters her der Pfarre Wängle unterstellt. Es wurde 1675 eine Seelsorgestelle und als 1752 eine Kirche gebaut worden war, wurde es 1756 eine Expositur mit eigenem Seelsorger. Durch die Zugehörigkeit zum Gericht Aschau (heute Lechaschau, linksufrig des Lech bis Musau) machte Vorderhornbach eine andere Entwicklung durch als die anderen Gemeinden im Lechtal. Historisch findet sich der Ort auch als Hornbach in der Aschau. Es gehörte zur Anwaltschaft Reutte.
1810–1833 (davon 1806–1814 im Innkreis des Königreichs Bayern, danach wieder österreichisch) war die Ortschaft mit Hinterhornbach zum Steuerdistrikt (österreichisch Steuergemeinde) Hornbach vereinigt.

### Bevölkerungsentwicklung

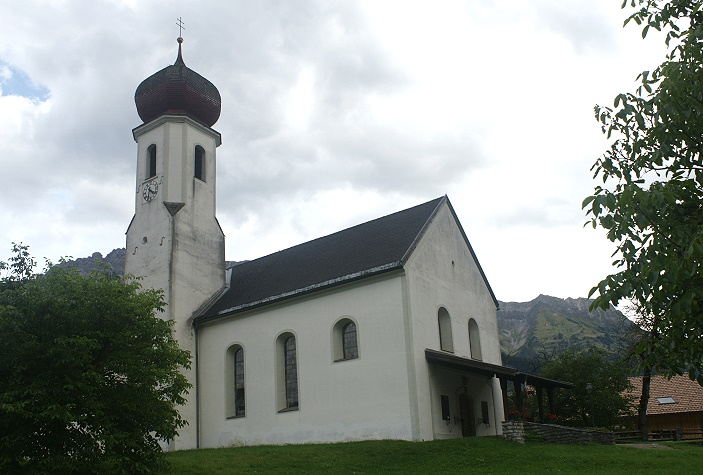
Expositurkirche hl. Johannes

| Vorderhornbach: Einwohnerzahlen von 1869 bis 2024   | Vorderhornbach: Einwohnerzahlen von 1869 bis 2024 | Vorderhornbach: Einwohnerzahlen von 1869 bis 2024 | Vorderhornbach: Einwohnerzahlen von 1869 bis 2024 | Vorderhornbach: Einwohnerzahlen von 1869 bis 2024 |
| --------------------------------------------------- | ------------------------------------------------- | ------------------------------------------------- | ------------------------------------------------- | ------------------------------------------------- |
| Jahr                                                |                                                   |                                                   |                                                   | Einwohner                                         |
| 1869                                                | 1869                                              |                                                   | 227                                               | 227                                               |
| 1880                                                | 1880                                              |                                                   | 214                                               | 214                                               |
| 1890                                                | 1890                                              |                                                   | 217                                               | 217                                               |
| 1900                                                | 1900                                              |                                                   | 217                                               | 217                                               |
| 1910                                                | 1910                                              |                                                   | 212                                               | 212                                               |
| 1923                                                | 1923                                              |                                                   | 213                                               | 213                                               |
| 1934                                                | 1934                                              |                                                   | 226                                               | 226                                               |
| 1939                                                | 1939                                              |                                                   | 200                                               | 200                                               |
| 1951                                                | 1951                                              |                                                   | 222                                               | 222                                               |
| 1961                                                | 1961                                              |                                                   | 247                                               | 247                                               |
| 1971                                                | 1971                                              |                                                   | 246                                               | 246                                               |
| 1981                                                | 1981                                              |                                                   | 276                                               | 276                                               |
| 1991                                                | 1991                                              |                                                   | 274                                               | 274                                               |
| 2001                                                | 2001                                              |                                                   | 282                                               | 282                                               |
| 2011                                                | 2011                                              |                                                   | 263                                               | 263                                               |
| 2021                                                | 2021                                              |                                                   | 268                                               | 268                                               |
| 2024                                                | 2024                                              |                                                   | 274                                               | 274                                               |
| Quelle(n): Statistik Austria, Gebietsstand 1.1.2021 |                                                   |                                                   |                                                   |                                                   |

## Kultur und Sehenswürdigkeiten
- Kirche hl. Johannes

## Wirtschaft und Infrastruktur
Von Bedeutung ist die Landwirtschaft, daneben ist Vorderhornbach eine Auspendlergemeinde.

### Wirtschaftssektoren, Arbeitsplätze
Im Jahr 2010 gab es zehn landwirtschaftliche Betriebe in Vorderhornbach. Davon war einer ein Haupterwerbsbetrieb, sieben waren Nebenerwerbsbetriebe und zwei wurden von juristischen Personen geführt. Diese zwei bewirtschafteten 93 Prozent der Flächen. Insgesamt gab es 21 Arbeitsplätze in der Gemeinde, sechs in der Landwirtschaft, drei im Produktions- und zwölf im Dienstleistungssektor (Stand 2011).
Von den 139 Erwerbstätigen, die 2011 in Vorderhornbach wohnten, arbeiteten sechzehn in der Gemeinde. Beinahe neunzig Prozent pendelten aus.

### Verkehr
Östlich des Gemeindegebietes verläuft die Lechtalstraße B198.

## Politik

### Gemeinderat
In den Gemeinderat werden elf Mandatare gewählt. Bei den letzten Wahlen 2010, 2016 und 2022 trat nur eine Gemeindeliste an.

### Bürgermeister
Bürgermeister von Vorderhornbach ist Gottfried Ginther.

### Wappen
Blasonierung:
Ein von Silber und Blau schräglinks geteilter Schild, im silbernen Feld ein schwarzes, rechtsgewendetes Horn.
Das 1973 verliehene Gemeindewappen symbolisiert mit dem Horn und dem blauen Feld als redendes Wappen den Ortsnamen.

## Persönlichkeiten

### Mit der Gemeinde verbundene Persönlichkeiten
- Roger Lenaers (1925–2021), Jesuit, Pfarrer von Vorderhornbach 1995–2016